# سينزيا جورجيو
سينزيا جورجيو (بالإيطالية: Cinzia Giorgio)‏ هي كاتِبة إيطالية، ولدت في 1 أبريل 1975 في فينوسا في إيطاليا.

## وصلات خارجية
- الموقع الرسمي